# マールテン・ファンデフート
マールテン・ファンデフート（Maarten Vandevoordt , 2002年2月26日 - ）は、ベルギー・リンブルフ州シント＝トロイデン出身のプロサッカー選手。ブンデスリーガのRBライプツィヒに所属している。ポジションはGK。

## 来歴
地元のシント＝トロイデンVVのユースチームを経て、同じフランデレン地域のライバルチームに当るKRCヘンクのユースチームに加入し、2018-19シーズンにトップチームに昇格。同シーズン中にプロデビューを果たし、翌2019-20シーズンは、第2GKに定着。2019年12月7日のサークル・ブルッヘ戦でプロ入り初先発出場し、2-1でプロ初勝利。更に12月10日のUEFAチャンピオンズリーグのグループリーグ最終節のSSCナポリ戦でも先発で起用され、2017-18シーズンにミレ・スヴィラルが樹立した18歳52日での初出場を塗り替える17歳287日のUEFAチャンピオンズリーグの史上最年少出場を樹立した。しかし試合の方は、開始2分で失点し、結局0-4の大敗を喫した。
2022年4月11日、RBライプツィヒと5年契約を締結し、2024年より加入することが発表された。

## 代表経歴
2017年から、各ユース世代のベルギー代表に随時招集されている。